# Gabriel Pereyra
Gabriel Ernesto „Místico” Pereyra Vázquez (ur. 28 lutego 1978 w Carlos Pellegrini) – argentyński piłkarz z obywatelstwem meksykańskim występujący na pozycji ofensywnego pomocnika, trener piłkarski, od 2024 roku prowadzi ekwadorski Aucas.

## Kariera klubowa
Pereyra jest wychowankiem szkółki piłkarskiej stołecznego argentyńskiego River Plate. Do seniorskiej drużyny został włączony w wieku 20 lat przez szkoleniowca Ramóna Díaza. W argentyńskiej Primera División zadebiutował 4 czerwca 1998 w wygranym 2:1 spotkaniu z Estudiantes La Plata. W tym samym roku wziął udział w pierwszym międzynarodowym turnieju w swojej karierze – Copa Libertadores, gdzie doszedł z River do półfinału. Nie potrafił jednak wywalczyć sobie miejsca w pierwszym zespole, jednak osiągnął z nim kilka sukcesów zarówno na arenie krajowej (mistrzostwo Argentyny – Clausura 2000 i Clausura 2004, wicemistrzostwo kraju – Apertura 2000, półfinał Copa Libertadores – 2004). W miarę regularnie występował w River w roku 2004, kiedy to pełnił funkcję rezerwowego dla Lucho Gonzáleza.
Rozgrywki 2001/2002 i Clausura 2003 Pereyra spędził na wypożyczeniu w drugoligowym Defensores de Belgrano. W sumie rozegrał w tym zespole 57 meczów, strzelając 12 goli. Nie zdołał jednak awansować z nim do najwyższej klasie rozgrywkowej.Wiosną 2005 Pereyra został graczem meksykańskiej drużyny Cruz Azul. W klubie z siedzibą w mieście Meksyk zadebiutował 22 stycznia tego samego roku w wygranym 3:1 ligowym meczu z Jaguares, natomiast pierwszego gola zdobył 10 kwietnia 2005 w wygranej 3:0 konfrontacji z Tigres UANL. Z miejsca wywalczył sobie stałe miejsce w składzie Cruz i reprezentował jego barwy przez 2,5 roku, występując w 89 meczach meksykańskiej Primera División, w których zdobył 11 bramek.
Latem 2007 Pereyra został wypożyczony na rok do zespołu Atlante FC z siedzibą w mieście Cancún. Już w premierowym sezonie w nowym klubie, Apertura 2007, wywalczył z prowadzoną przez José Guadalupe Cruza drużyną mistrzostwo Meksyku. Dobra gra argentyńskiego pomocnika zaowocowała wykupieniem go na stałe przez zarząd Atlante po upływie okresu wypożyczenia. W rozgrywkach 2008/2009 zwyciężył z zespołem w Lidze Mistrzów CONCACAF i w grudniu tego samego roku wystąpił na Klubowych Mistrzostwach Świata, zajmując tam czwarte miejsce.
W styczniu 2010 Pereyra udał się na półroczne wypożyczenie do klubu Monarcas Morelia, z którym doszedł do półfinału fazy play–off sezonu Bicentenario 2010. Jesienny sezon Apertura 2010 spędził na wypożyczeniu w ekipie Puebla FC, która na początku nowego roku wykupiła go na stałe. Po roku spędzonym w Puebli na zasadzie wypożyczenia zasilił zespół Tecos UAG z siedzibą w mieście Guadalajara.
| Sezon     | Klub                   | Kraj      | Rozgrywki               | Mecze | Bramki |
| --------- | ---------------------- | --------- | ----------------------- | ----- | ------ |
| 1997/1998 | CA River Plate         | Argentyna | Primera División        | 1     | 0      |
| 1998/1999 | CA River Plate         | Argentyna | Primera División        | 0     | 0      |
| 1999/2000 | CA River Plate         | Argentyna | Primera División        | 1     | 0      |
| 2000/2001 | CA River Plate         | Argentyna | Primera División        | 1     | 0      |
| 2001/2002 | Defensores de Belgrano | Argentyna | Primera B Nacional      | ?     | ?      |
| 2002/2003 | CA River Plate         | Argentyna | Primera División        | 3     | 0      |
| 2002/2003 | Defensores de Belgrano | Argentyna | Primera B Nacional      | ?     | ?      |
| 2003/2004 | CA River Plate         | Argentyna | Primera División        | 10    | 1      |
| 2004/2005 | CA River Plate         | Argentyna | Primera División        | 12    | 2      |
| 2004/2005 | Cruz Azul              | Meksyk    | Liga MX                 | 18    | 1      |
| 2005/2006 | Cruz Azul              | Meksyk    | Liga MX                 | 35    | 9      |
| 2006/2007 | Cruz Azul              | Meksyk    | Liga MX                 | 36    | 1      |
| 2007/2008 | Atlante FC             | Meksyk    | Liga MX                 | 35    | 9      |
| 2008/2009 | Atlante FC             | Meksyk    | Liga MX                 | 36    | 9      |
| 2009/2010 | Atlante FC             | Meksyk    | Liga MX                 | 15    | 2      |
| 2009/2010 | Monarcas Morelia       | Meksyk    | Liga MX                 | 17    | 2      |
| 2010/2011 | Puebla FC              | Meksyk    | Liga MX                 | 27    | 9      |
| 2011/2012 | Puebla FC              | Meksyk    | Liga MX                 | 13    | 0      |
| 2011/2012 | Tecos UAG              | Meksyk    | Liga MX                 | 12    | 0      |
| 2012/2013 | Defensores de Belgrano | Argentyna | Primera B Metropolitana | 11    | 3      |